# Grashof-Zahl
Die Grashof-Zahl {\displaystyle Gr} (benannt nach Franz Grashof, 1826–1893) ist eine dimensionslose Kennzahl in der Strömungslehre, die sich zur Abschätzung von Strömungen bei thermischer Konvektion eignet. Sie gibt das Verhältnis des statischen Auftriebs eines Fluids zu der auf das Fluid wirkenden Kraft durch Viskosität an, multipliziert mit dem Verhältnis der Trägheitskraft zur viskosen Kraft:
{\displaystyle {\begin{aligned}Gr&={\frac {F_{\text{Auft}}}{F_{\text{viskos}}}}\cdot {\frac {F_{\text{traeg}}}{F_{\text{viskos}}}}\\&={\frac {g\cdot \gamma \cdot (T_{\mathrm {s} }-T_{\infty })\cdot L^{3}}{\nu ^{2}}}\end{aligned}}}
mit
- {\displaystyle g} Erdbeschleunigung ({\displaystyle \approx 9{,}81\;\mathrm {\tfrac {m}{s^{2}}} })
- {\displaystyle \gamma } thermischer Volumenausdehnungskoeffizient
- {\displaystyle T_{\mathrm {s} }} Temperatur
- {\displaystyle T_{\infty }} Ruhe-Temperatur
- {\displaystyle L} Charakteristische Länge
- {\displaystyle \nu } kinematische Viskosität.

Bei der Umformulierung der Navier-Stokes-Gleichungen in die dimensionslose Form ergibt sich die zur oben angegebenen Definition äquivalente Form
{\displaystyle \Leftrightarrow Gr={\frac {\left|\rho -\rho _{0}\right|}{\rho _{0}}}\cdot {\frac {g\cdot L^{3}}{\nu ^{2}}}}
mit
- {\displaystyle \rho } Dichte
- {\displaystyle \rho _{0}} Dichte im ungestörten Fluid.

Man kann die Grashof-Zahl auch in eine äquivalente Reynolds-Zahl umrechnen, um anschließend die Formeln der erzwungenen Konvektion auf die freie Konvektion anwenden zu können:
{\displaystyle Re_{\text{eq}}={\sqrt {0{,}4\cdot {\mathit {Gr}}}}}